# Снурилов, Александр Фёдорович
Алекса́ндр Фёдорович Снури́лов (1878—1956) — русский архитектор. Работал в Иваново-Вознесенске в конце XIX — начале XX века. Построил множество зданий в Иванове в стиле модерн и «кирпичном стиле».

## Биография
С 1895 года А. Ф. Снурилов работал в проектной мастерской владимирского архитектора П. Г. Бегена, через четыре года став его помощником. В частности, Снурилов следил за ходом строительства Введенского храма (автором проекта был Беген).
Снурилов также был помощником городского архитектора Иваново-Вознесенска С. В. Напалкова (1858—1914), благодаря содействию которого получил возможность пройти архитектурно-строительные курсы в Санкт-Петербурге (с 1907 по 1909 гг.). По окончании учёбы архитектор вернулся в Иваново. Продолжить образование не удалось, поскольку Беген был направлен во Владимир, и Снурилов возглавил его архитектурную мастерскую. Так что человеку, которого ещё при жизни называли «зодчим от Бога», так и не удалось получить законченное высшее профессиональное образование. Свои работы он, как подтверждает в своих публикациях журналист и краевед Виктор Бяковский (1937—2001), подписывал одинаково: «техник А. Снурилов». «Его своеобразными университетами стали не только ученичество у двух мэтров — П. Бегена и С. Напалкова, но и огромная самостоятельная работа».
Основные работы выполнены до революции в стиле модерн.
Первый самостоятельный проект Снурилова — особняк Д. Г. Бурылина (ныне Музей ивановского ситца), а также организация уличного пространства рядом с домом (подпорные стенки с решеткой в форме волны, которые формируют Бурылинский бульвар). Ещё одной значимой дореволюционной работой Снурилова является дом Дюрингера (построен в 1914 году).
В советское время работал в проектных организациях («Ивпроект», впоследствии преобразованной в ГПИ-6 Министерства легкой промышленности СССР, сейчас это ЗАО «Ивпроект ГПИ-6»). Здесь же в разные годы работали другие крупные ивановские архитекторы: Н. Ф. Менде (1906—1975), главный архитектор областного центра в 1942—1966 гг.; Н. И. Кадников (1903—1958), автор зданий медицинской академии, здания ОГПУ (дом-«пуля»), а также А. И. Панов (1897—1980), автор дома-«подковы».
«Со временем востребованность Снурилова упала, пришли другие времена и новые вкусы. Он вёл уединенный образ жизни, особенно после смерти единственного сына-десятиклассника, который погиб во время велосипедной прогулки за городом». В последние годы Снурилов жил в доме № 24/26 по улице Поэта Ноздрина (это спроектированный самим Снуриловым особняк помощника механика фабрики Ивана Гарелина А. М. Белоусова). Умер в 1956 году.

## Здания
Здания и сооружения, построенные по проекту Александра Снурилова в Иванове.
- Больница для хроников М. А. Гарелиной (ул. Детская, 2/7). Теперь — областной кожно-венерологический диспансер.
- Гостиница «Центральные номера» Н. П. Шахова (ул. Степанова, 14). В 1918 году в одной из комнат здесь проживал основатель Ивановской губернии М. В. Фрунзе, потом в здании размещался местный обком ВЛКСМ.
- Дачи «Товарищества мануфактур И. Гарелина с сыновьями» (территория парка им. Степанова)
- Дом В. И. Волкова (ул. Станко, 25)
- Новый дом усадьбы Е. М. Кошелева (ул. Московская, 32а)
- Дом с магазином И. П. Головина (ул. Садовая, 62/37).
- Дом А. Н. Кокурина (ул. Станко, 9)
- Дом М. А. Полушкина (ул. Кузнецова, 28).
- Дом З. Л. Чернова (пр. Ленина, 16). Сейчас в доме находится, в частности, областное отделение Союза писателей России.
- Дом специалистов (ул. Калинина, 17)
- Дом С. О. Ясинского (ул. Арсения, 29). Впоследствии здание приобрело «Товарищество Куваевской мануфактуры» и пожертвовало городу для размещения в нем высшего начального училища № 3, основанного в 1915 году; в 1970—1980-е годы здесь размещались Ленинский районный отдел народного образования и комитет ДОСААФ, затем здесь находилась прокуратура Ленинского района города Иваново.
- Мануфактурный магазин Н. И. и В. И. Куражёвых (пр. Ленина, 5)
- Ограда со звонницей Казанской церкви (Шереметевский проспект, 41)
- Особняк А. М. Белоусова (ул. Поэта Ноздрина, 24/26)
- Особняк приказчика П. Д. Голубева (1910) (ул. Большая Воробьёвская, 4). С февраля 1911 года здесь арендовали помещения классы Императорского русского музыкального общества[3].
- Слесарная мастерская П. К. Котоминой (Врачебный пер., 3а)
- Торговые ряды Куражёвых (ул. Смирнова)
- Усадьба А. Дюрингера (ул. III Интернационала, 35/31, ул. Марии Рябининой, 28)
- Главный дом усадьбы Д. Г. Бурылина (Музей ивановского ситца)
- Жилой дом усадьбы Гарелиных в Воробьёве (ул. Володиной, 4)
- Магазин готового платья М. А. Кошелева (ул. Красной Армии, 4/2)
- Магазин усадьбы купца С. В. Лаханина (ул. Дзержинского, 8-8а)
- Ограда парка усадьбы Я. П. Гарелина (ул. 10 Августа)
- Подпорные стенки и решётка в виде волны (ул. Батурина и пр. Ленина)

Здания, построенные в других городах:
- Дом купца Маурцева с магазином (г. Шуя, ул. Свердлова, 5).

## Галерея
- Городская усадьба А. Дюрингера (М. Рябининой, 28)
- Дом фирмы «А.Н. Полушкин и сыновья» (первый слева)
- Магазин «Проводник» М.А. Кошелева, 1915 (сейчас: магазин «Сувениры»)
- Особняк А.М. Белоусова, в котором в последние годы жил Снурилов (современный вид)
- Дом З.Л. Чернова, 1904
- Гостиница «Центральные номера»
- Магазин Торгового дома братьев Куражевых
- Особняк приказчика П.Д. Голубева
- Особняк Д.Г. Бурылина (Музей ивановского ситца)